# Gülbahar Hatun (manželka Bájezída II.)
Gülbahar Hatun (cca 1453 – cca 1505), známá také jako Ayşe Hatun, byla konkubína osmanského sultána Bayezida II. a matka sultána Selima I.

## Jména
Podle jedné z nejstarších kronik dostala jméno Ayşe, v ostatních zdrojích se o ní mluví jako o Gülbahar. Nejspíše používala obě jména. 

## Život
Bayezid se s ní oženil v roce 1469 v Amasyi. Když byl Bayezid ještě princem a guvernérem Amasye, porodila v roce 1470 Selima, budoucího sultána. Když zemřel sultán Mehmed II., odstěhovala se společně s Bayezidem do Istanbulu, kde usedl na trůn. 
Podle tureckých tradic museli všichni princové pracovat jako guvernéři v provinciích, aby byli připraveni na vládu. Matky je doprovázely, aby hlídali jejich chování a jestli si plní své povinnosti jako guvernéři. V roce 1495 byl Selim poslán do Trabzonu a poté v roce 1511 do Samadiry, kam ho Gülbahar doprovázela. 
Ačkoliv i když její syn nastoupil na trůn jako další sultán, Gülbahar nikdy nedosáhla titulu Valide Sultan, protože zemřela v roce 1505, v té době její syn stále nevládl. Její hrobka se nachází v Trabzonu, která pro ni byla vybudována v roce 1514 a naposledy byla upravena v roce 1885. 